# Країни А8
Країни А8, або ЄС8, — група з восьми з десяти країн, які приєдналися до Європейського Союзу в рамках його розширення 2004 року. Вони зазвичай групуються окремо від Кіпру та Мальти, які також приєдналися в 2004 році, через їх порівняно нижчий рівень доходу на душу населення порівняно із середнім рівнем по ЄС.
Це такі країни: 
- Чехія
- Естонія
- Угорщина
- Латвія
- Литва
- Польща
- Словаччина
- Словенія

Особливою причиною групування країн А8 було побоювання, що жителі цих держав стануть новою хвилею міграції до заможніших європейських країн.

## Дивитися також
- Список країн Європейського Союзу
- Вишеградська група